# 디리클레 등차수열 정리
수론에서 디리클레 등차수열 정리(Dirichlet等差數列定理, 영어: Dirichlet’s theorem on arithmetic progressions)는 첫 수와 항들의 차가 서로소인 등차수열에 무한히 많은 소수들이 포함되어 있다는 정리다.

## 정의
{\displaystyle a_{0}}와 {\displaystyle b}가 서로소인 양의 정수라고 하자. 디리클레 등차수열 정리에 따르면, 등차수열
{\displaystyle (a_{n})_{n=0}^{\infty }=(a_{0}+nb)_{n=0}^{\infty }=(a_{0},a_{0}+b,a_{0}+2b,\dots )}
에는 무한히 많은 소수가 포함되어 있다. 즉, 무한히 많은 소수들을
{\displaystyle a_{0}+nb}
의 꼴로 나타낼 수 있다. 또한, 이 수열에 포함된 소수들의 역수들의 합은 발산한다.
{\displaystyle \sum _{a_{0}+nb{\text{ prime}}}1/(a_{0}+nb)=\infty }

## 예
대표적인 등차수열에 포함된 소수들은 다음과 같다.
| 등차수열 | 포함된 소수                                    | OEIS 수열             |
| -------- | ---------------------------------------------- | --------------------- |
| 2n + 1   | 3, 5, 7, 11, 13, 17, 19, 23, 29, 31, …         | (OEIS의 수열 A065091) |
| 4n + 1   | 5, 13, 17, 29, 37, 41, 53, 61, 73, 89, …       | (OEIS의 수열 A002144) |
| 4n + 3   | 3, 7, 11, 19, 23, 31, 43, 47, 59, 67, …        | (OEIS의 수열 A002145) |
| 6n + 1   | 7, 13, 19, 31, 37, 43, 61, 67, 73, 79, …       | (OEIS의 수열 A002476) |
| 6n + 5   | 5, 11, 17, 23, 29, 41, 47, 53, 59, 71, …       | (OEIS의 수열 A007528) |
| 8n + 1   | 17, 41, 73, 89, 97, 113, 137, 193, 233, 241, … | (OEIS의 수열 A007519) |
| 8n + 3   | 3, 11, 19, 43, 59, 67, 83, 107, 131, 139, …    | (OEIS의 수열 A007520) |
| 8n + 5   | 5, 13, 29, 37, 53, 61, 101, 109, 149, 157, …   | (OEIS의 수열 A007521) |
| 8n + 7   | 7, 23, 31, 47, 71, 79, 103, 127, 151, 167, …   | (OEIS의 수열 A007522) |
| 10n + 1  | 11, 31, 41, 61, 71, 101, 131, 151, 181, 191, … | (OEIS의 수열 A030430) |
| 10n + 3  | 3, 13, 23, 43, 53, 73, 83, 103, 113, 163, …    | (OEIS의 수열 A030431) |
| 10n + 7  | 7, 17, 37, 47, 67, 97, 107, 127, 137, 157, …   | (OEIS의 수열 A030432) |
| 10n + 9  | 19, 29, 59, 79, 89, 109, 139, 149, 179, 199, … | (OEIS의 수열 A030433) |
| 12n + 1  | 13, 37, 61, 73, 97, 109, 157, 181, 193, 229, … | (OEIS의 수열 A068228) |
| 12n + 5  | 5, 17, 29, 41, 53, 89, 101, 113, 137, 149, …   | (OEIS의 수열 A040117) |
| 12n + 7  | 7, 19, 31, 43, 67, 79, 103, 127, 139, 151, …   | (OEIS의 수열 A068229) |
| 12n + 11 | 11, 23, 47, 59, 71, 83, 107, 131, 167, 179, …  | (OEIS의 수열 A068231) |

## 역사
레온하르트 오일러는 1로 시작하는 모든 등차수열에 대하여 이 정리를 추측하였고, 아드리앵마리 르장드르가 이 추측을 임의의 등차수열로 일반화하였다.
페터 구스타프 르죈 디리클레가 1837년 이 정리를 증명하였다. 이를 증명하기 위하여 디리클레는 수론에 해석학적인 기법을 도입하였다. 이는 해석적 수론의 시초로 여겨진다.
1946년에 아틀레 셀베르그가 초등적인 증명을 발표하였다.

## 같이 보기
- 그린-타오 정리